# 12288 Верден
12288 Верден (12288 Verdun) — астероїд головного поясу, відкритий 8 квітня 1991 року.
Тіссеранів параметр щодо Юпітера — 3,643.
Названо на честь Вердена (фр. Verdun) — муніципалітету у Франції, у регіоні Лотарингія, департамент Мез.